# Izra'
Izra (árabe: منطقة ازرع) é um distrito sírio (mantiqah) administrada pela província de Daraa. Sua capital é a cidade de Izra'.